# Petaloptila andreinii
Petaloptila andreinii är en insektsart som beskrevs av Capra 1935. Petaloptila andreinii ingår i släktet Petaloptila och familjen syrsor. Inga underarter finns listade i Catalogue of Life.